# Erweiterte Matrix
In der linearen Algebra erhält man eine erweiterte Matrix durch Aneinanderreihen mehrerer gegebener Matrizen, normalerweise um die gleichen elementaren Zeilenoperationen für die Matrizen durchzuführen.

## Definition
Mit {\displaystyle A} und {\displaystyle B} als
{\displaystyle A={\begin{bmatrix}1&3&2\\2&0&1\\5&2&2\end{bmatrix}},\quad B={\begin{bmatrix}4\\3\\1\end{bmatrix}}}
ist die erweiterte Matrix {\displaystyle (A|B)} geschrieben als
{\displaystyle (A|B)=\left[{\begin{array}{ccc|c}1&3&2&4\\2&0&1&3\\5&2&2&1\end{array}}\right].}
Erweiterte Matrizen sind nützlich, um lineare Gleichungssysteme zu lösen.
Für eine gegebene Anzahl an Unbekannten hängt die Anzahl der Lösungen des Gleichungssystems nur von dem Rang der Matrix, die das Gleichungssystem repräsentiert, ab. Laut dem Satz von Kronecker-Capelli hat ein lineares Gleichungssystem keine Lösung, falls die erweiterte Matrix einen höheren Rang hat als die erweiterte Koeffizientenmatrix; falls die beiden Matrizen allerdings den gleichen Rang haben, so muss mindestens eine Lösung existieren. Die Lösung ist aber nur dann eindeutig, wenn der Rang der Anzahl der Unbekannten entspricht. Ansonsten hat die Lösung {\displaystyle k} Parameter, wobei {\displaystyle k} die Differenz zwischen der Anzahl der Unbekannten und dem Rang ist, in solchen Fällen gibt es also unendlich viele Lösungen.
Eine erweiterte Matrix kann auch zum Finden der inversen Matrix genutzt werden, indem man sie mit der Identitätsmatrix kombiniert.

## Finden der Inversen einer Matrix
Sei {\displaystyle C} die quadratische 2×2-Matrix
{\displaystyle C={\begin{bmatrix}1&3\\-5&0\end{bmatrix}}}.
Um die Umkehrung zu finden, erstellt man {\displaystyle (C|I)}, wobei {\displaystyle I} die 2×2-Einheitsmatrix ist. Man reduziert den Teil von {\displaystyle (C|I)}, der zu {\displaystyle C} gehört, zu der Einheitsmatrix, indem man nur elementare Zeilenoperationen auf {\displaystyle (C|I)} anwendet:
{\displaystyle (C|I)=\left[{\begin{array}{cc|cc}1&3&1&0\\-5&0&0&1\end{array}}\right]}
{\displaystyle (I|C^{-1})=\left[{\begin{array}{cc|cc}1&0&0&-{\frac {1}{5}}\\0&1&{\frac {1}{3}}&{\frac {1}{15}}\end{array}}\right]}
Der rechte Teil ist nun die Inverse von {\displaystyle C}.

## Existenz und Anzahl an Lösungen
Man betrachte folgendes lineares Gleichungssystem mit drei Unbekannten
{\displaystyle {\displaystyle {\begin{aligned}x+y+2z&=3\\x+y+z&=1\\2x+2y+2z&=2.\end{aligned}}}}
Die Koeffizientenmatrix ist
{\displaystyle A={\begin{bmatrix}1&1&2\\1&1&1\\2&2&2\\\end{bmatrix}},}
und die erweiterte Koeffizientenmatrix ist
{\displaystyle (A|B)=\left[{\begin{array}{ccc|c}1&1&2&3\\1&1&1&1\\2&2&2&2\end{array}}\right].}
Da beide denselben Rang 2 haben, existiert mindestens eine Lösung; und da der Rang beider Matrizen geringer als die Anzahl an Unbekannten ist, gibt es unendlich viele Lösungen.
Im Vergleich dazu betrachte man folgendes Gleichungssystem
{\displaystyle {\displaystyle {\begin{aligned}x+y+2z&=3\\x+y+z&=1\\2x+2y+2z&=5.\end{aligned}}}}
Die Koeffizientenmatrix ist
{\displaystyle A={\begin{bmatrix}1&1&2\\1&1&1\\2&2&2\\\end{bmatrix}},}
und die erweiterte Matrix ist
{\displaystyle (A|B)=\left[{\begin{array}{ccc|c}1&1&2&3\\1&1&1&1\\2&2&2&5\end{array}}\right].}
Bei diesem Beispiel hat die Koeffizientenmatrix den Rang 2, während die erweiterte Matrix den Rang 3 hat. Das Gleichungssystem hat also keine Lösung. Tatsächlich hat der Anstieg der linear unabhängigen Reihen das Gleichungssystem inkonsistent gemacht.